# Mihály Lajos Jeney
Mihály Lajos Jeney (Michel, Michael) Lajos (Louis, Lewis, Ludwig von), (Transilvanija, 1723. ili 1724. – Pécs, Mađarska, 1797) bio je vojni časnik, topograf.

## Život

### Biografija
Njegovo mađarsko porijeklo dugo nije bilo poznato. Vjerojatno je rođen u plemićkoj protestantskoj obitelji. Započeo je vojnu službu kao husar u ratu protiv Turske u razdoblju 1737–1739, a od 1739. do 1754. služio je u husarskoj regimenti. U razdoblju 1754–1758. bio je kartograf u francuskoj vojsci kraj Rajne. 

### Djelovanje
Za vrijeme Sedmogodišnjeg rata 1756–1763. bio je kapetan vojnih inženjera u pruskoj vojsci. Istaknuo se izmjerom Trasilvanije koja je provedena od 1769. do 1773. Vodio je izmjeru i rasporedio mjerničke ekipe na području Karlovačkoga generalata koja je započela 1775. Kada je mjernički rad bio gotov 1777, izrađena je topografska karta Karlovačkoga generalata u mjerilu 1:28 800, koja se sastojala od 64 sekcije. Nakon što je završena ta topografska karta, pokazalo se da ne daje potpunu sliku za gospodarsko vrednovanje zemljišta. Vojne su vlasti u suradnji s civilnima donijele zaključak da se provede gospodarska izmjera istog terena za izradu gospodarske karte Karlovačkoga generalata u mjerilu 1:7200. Spomenuti rad povjeren je Jeneyu. Od radnih materijala u mjerilu 1:7200 nisu nikada izrađeni čistocrti. 
Vrhovno zapovjedništvo u Beču imenovalo je Jeneyja da ispravi pogrešku topografske karte Banske krajine koja je izrađena nakon izmjere koju je vodio pukovnik Brady od 1774. do 1775. Sekcije te karte nisu bile uklopljene u mrežu ostalih jozefinskih karata. Budući da je u međuvremenu Jeney dobio naredbu da na istom području provede katastarsku izmjeru, spojio je oba zadatka u jedan. Tijekom 1778. i 1779. ponovno je provedena izmjera Banske krajine. Najveći udio u tome poslu imao je satnik Vilius sa svojim pomoćnikom, potporučnikom Hermannom. U radu su im pomogli časnici iz  Glinske i Petrinjske regimente. Mjernički rad je bio završen do jeseni 1779. Nakon toga izrađena je nova topografska karta Banske krajine, koja je imala obilježja katastarskih karata. Prema staroj karti bila je detaljnije popunjena i usklađena s mrežom ostalih jozefinskih sekcija. 
Jeney je dobio naredbu da provede izmjeru i na području Slavonske krajine. Da se izbjegne dvostruka izmjera zemljišta, odlučeno je da se mjerničkim radom obuhvate podaci za obje vrste karata. Mjernički rad na području Slavonske krajine odvijao se po regimentama, kompanijama i nižim područnim jedinicama od 1780. do 1781. Topografska karta Slavonske krajine u mjerilu 1:28 800, koja se sastojala od 51 sekcije, izrađena je 1782. Također je vodio izmjeru na području Varaždinskoga generalata koja je započeta u proljeće 1781, a završena u jesen 1782, pri čemu mu je pomagao satnik Turati. Nakon izmjere, izrađena je topografska karta u mjerilu 1:28 000 na 26 sekcija. Uz nju postoji bilježnica s opisom terena i naselja na 254 stranice. Od 1783. do 1784. područje građanske (civilne) Hrvatske izmjerili su austrijski inženjeri-časnici pod njegovim vodstvom. Godine 1784. izrađena je topografska karta u mjerilu 1:28 800 na 71 listu. Izvornici se čuvaju u Ratnom arhivu u Beču.
Jeney je razradio metodu izmjere i računanja koju je primijenio za izmjeru civilne Hrvatske, a poslije toga na izmjeri zemalja, odnosno okruga unutrašnje Austrije. Godine 1784. otišao je u Graz sa svojim odjelom topografa i započeo s određivanjem glavnih meridijanskih i na njih okomitih orijentacijskih linija, kao i s izvođenjem triangulacije za kartu unutrašnje Austrije u mjerilu 1:28 800. Karta je bila završena 1787. na 250 listova i s popratnih sedam svezaka geografskih opisa. Godine 1787. imenovan je generalom bojnikom Austro-Ugarske vojske i zapovjednikom utvrde Stara Gradiška. Njegova izuzetna uloga u prvoj vojnoj izmjeri očituje se u činjenici da je njegovim doprinosom izrađeno 930 listova karata od ukupno 3324 koliko je izrađeno za cijelo Austrijsko Carstvo. Autor je popularnog taktičkog priručnika Le Partisan ou l'art de faire la petite-guerre ... (prvo francusko izdanje: Den Haag 1757; englesko izdanje: London 1760), prevedenog na više jezika.

## Djela
- Le Partisan ou l'art de faire la petite-guerre avec succés selon le génie de nos jours
- Détaillé Sur des Plans propres á faciliter l'intelligence des Dispositions & de tous les Mouvemens nécessaires aux Troupes Legéres, pour réussir dans leurs Marches, leurs Embuscades, leurs Attaques & leurs Rétraites
- Avec une Mèthode aisée pour Guèrir promptement les facheux aux Hommes & aux Chevaux durant la Campagne, Par Mr. de Jeney, Capitaine, ci-devant Ingenieur-Géographe dans l'Etat-major de l'Armée Francoise sur le Bas-Rhin. Constapel, France, Le Haye, 1757.